# Joaquin Wilde
Michael Paris (5 de octubre de 1986) es un luchador profesional filipino-estadounidense, más conocido por el nombre artístico de Zema Ion y de DJ Z, y que actualmente trabaja para la WWE en su marca Raw bajo el nombre de Joaquin Wilde.
A lo largo de su carrera, Paris ha trabajado en varias empresas del circuito independiente, tales como Major League Wrestling, Lucha Libre AAA Worldwide y DDT Pro-Wrestling, aunque destaca su trabajo en la Impact Wrestling.
Dentro de sus logros ha sido dos veces Campeón de la División X de TNA y una vez Campeón Mundial en Parejas de Impact.

## Carrera en lucha libre profesional

### Carrera temprana
En 2003, Paris comenzó a entrenar para convertirse en un luchador profesional en la Coalition of Competition en Pittsburgh, Pensilvania bajo los entrenadores Super Hentai, Shirley Doe y Glenn Spectre. Él entrenó allí durante 14 meses antes de debutar como Shiima Xion, el "primer modelo masculino filipino de la lucha libre" el 21 de agosto de 2004, contra Jason Gory en Wheeling, Virginia Occidental para Black Diamond Wrestling.

### Total Nonstop Action Wrestling / Impact Wrestling (2011-2019)

#### 2011–2012
El 23 de junio de 2011, Paris hizo una aparición en programa de televisión Impact Wrestling de la Total Nonstop Action Wrestling, trabajando bajo el nombre de Zema Ion, derrotando a Dakota Darsow y Federico Palacios en un Three–Way Match para avanzar a las finales del torneo en Destination X, donde un contrato con la promoción estaría en juego. En el pay-per-view, Ion compitió en un Four-Way Match contra Jack Evans, Low Ki y el eventual ganador de la lucha, Austin Aries. El 24 de julio se informó de que Paris había firmado un contrato con la TNA. Zema Ion hizo su regreso a la TNA en la edición del 11 de agosto de Impact Wrestling, apareciendo en un segmento en backstage, donde Eric Bischoff introdujo nuevas reglas para la División X. La semana siguiente, Ion participó en un Gauntlet Match para determinar la clasificación de la División X. Después de eliminar a Mark Haskins de la lucha, Ion fue eliminado por Jesse Sorensen, colocándolo en quinto lugar en el ranking. Ion volvió en el episodio el 28 de septiembre de Impact Wrestling, luchando en un Ladder Match de cinco hombres, que fue ganado por Brian Kendrick. En la edición del 15 de diciembre de Impact Wrestling, Ion comenzó un Best of Three Series con Anthony Nese para determinar el tercer y último retador al Campeonato de la División X en Genesis. Ion, ahora luchando como un heel, ganó la primera lucha de la serie. Dos semanas más tarde, Ion derrotó a Nese en un Contract on a Pole Match para ganar la serie 2-1 y avanzar para el pay-per-view. El 8 de enero de 2012 en Genesis, Ion fue el segundo eliminado de la lucha por el Campeonato de la División X, que también incluyó a Austin Aries, Jesse Sorensen y Kid Kash. Ion entonces ayudó a Aries derrotar a Sorensen y retener su título. El 12 de febrero en Against All Odds, Ion derrotó a Sorensen en una lucha por una oportunidad por el Campeonato de la División X, después de que Sorensen fuera incapaz de continuar después de sufrir una lesión legítima y recibió la cuenta fuera. Ion recibió su oportunidad por el Campeonato de la División X en la edición del 8 de marzo de Impact Wrestling, ganando la lucha por descalificación después de que el campeón Austin Aries usó el spray de pelo de Ion, como resultado, Aries retuvo su título. Ion recibió otra oportunidad por el título el 18 de marzo en Victory Road, pero fue derrotado por Aries vía sumisión. En la siguiente edición de Impact Wrestling, Ion falló otra vez en capturar el Campeonato de la División X después de que su lucha contra Aries, Kid Kash y Anthony Neese terminó sin resultado, tras interferencia de Bully Ray. Ion recibió otra oportunidad por el Campeonato de la División X en el episodio del 10 de mayo de Impact Wrestling, pero fue derrotado nuevamente por Aries. En el episodio del 14 de junio de Impact Wrestling, Ion compitió en su primer Ultimate X Match, donde él y Chris Sabin desafiaron sin éxito a Aries por el Campeonato de la División X.

#### 2012–2013
El 8 de julio en Destination X Ion entró en un torneo para determinar al nuevo campeón de la División X, derrotando a Flip Cassanova en su primera lucha de la ronda. Más adelante en ese mismo evento, Ion derrotó a Kenny King, Mason Andrews y Sonjay Dutt en un Ultimate X Match para convertirse en el nuevo Campeón de la División X y el primer filipino en ganar un campeonato en la TNA. Ion hizo su primera defensa del título con éxito en el episodio el 26 de julio de Impact Wrestling, derrotando a Kenny King después de una interferencia de Bobby Roode. La semana siguiente, Ion y Roode fueron derrotados en una lucha en parejas por King y Aries, con King cubriendo a Ion para la victoria. El 12 de agosto en Hardcore Justice, Ion derrotó a King para retener el Campeonato de la División X. El 9 de septiembre en No Surrender, Ion hizo otro defensa exitosa del título, esta vez contra Sonjay Dutt. Cuatro días más tarde en Impact Wrestling, Ion derrotó a Dutt en una revancha para retener una vez más el Campeonato de la División X. En el episodio del 4 de octubre de Impact Wrestling, Ion defendió el Campeonato de la División X contra Douglas Williams, haciéndolo rendirse con un modified armbar (luego llamado Submission Impossible), sin embargo, después de negarse a liberar la llave, el árbitro anuló la decisión y descalificó a Ion, pero como el título no puede cambiar de manos en una descalificación, Ion retuvo el título. El 14 de octubre en Bound for Glory, Ion perdió el Campeonato de la División X ante Rob Van Dam, poniendo fin a su reinado en 98 días. Ion recibió su revancha por el título en el episodio del 25 de octubre de Impact Wrestling, pero fue derrotado nuevamente por Van Dam. En el episodio del 7 de febrero de 2013 de Impact Wrestling, Ion desafió sin éxito a Van Dam por el Campeonato de la División X en un Three-Way Match, que también incluyó a Kenny King. Ion recibió otra oportunidad por el Campeonato de la División X el 10 de marzo en Lockdown, pero fue derrotado por el campeón Kenny King en un Three-Way Match, que también incluyó a Christian York. En el episodio del 21 de marzo de Impact Wrestling, Ion falló otra vez en capturar el Campeonato de la División X de King en un Three-Way Match, que también incluyó a Sonjay Dutt. Ion recibió otra oportunidad por el Campeonato de la División X en el episodio del 18 de abril de Impact Wrestling, pero fue cubierto por Kenny King en un Three-Way Match, que también incluyó a Petey Williams y que removió a Ion de la contención por el título.

#### 2013–2016

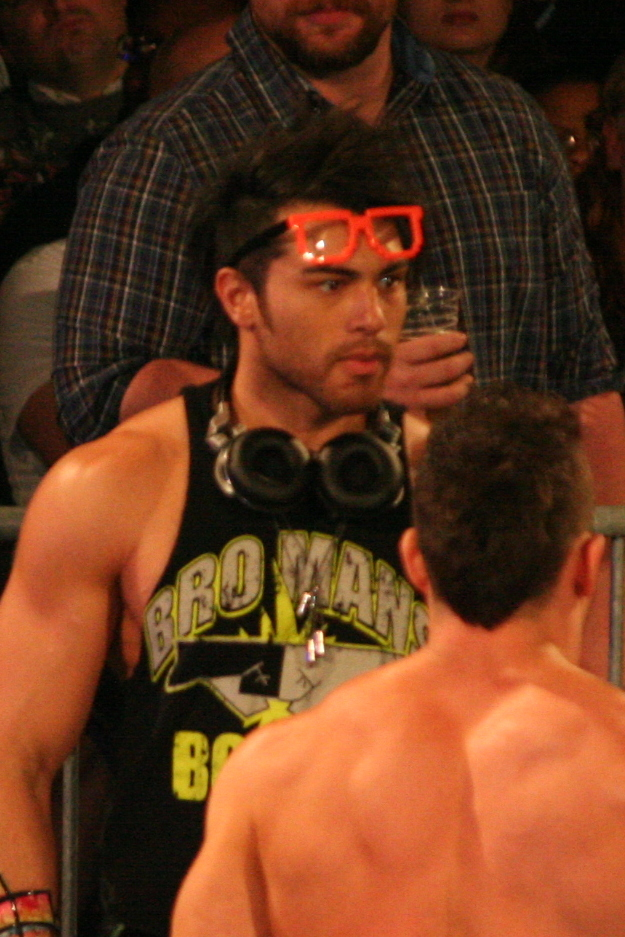
Cuando Ion se alió con los BroMans, él cambió su nombre y su gimmick al de DJ Z.

Después de varios meses lesionado, él regresó en la edición del 28 de noviembre de Impact Wrestling, y se unió a The BroMans como su DJ personal. En el episodio del 12 de diciembre de Impact Wrestling, Ion ganó el maletín Feast or Fired que contenía un contrato por una lucha por el Campeonato de la División X de la TNA. El 30 de enero de 2014 (emitido el 6 de febrero de 2014), él cobró sin éxito su maletín contra el campeón de la División X de la TNA, Austin Aries. Esto lo hizo la primera persona en cobrar sin éxito el maletín Feast or Fired por el Campeonato de la División X. A partir de 2014, su nombre cambió a DJ Z. El 13 de agosto de 2016, ganaba por segunda ocasión el TNA X Division Champion, que se encontraba Vacante, derrotando en un Ultimate X A Rockstar Spud, Mandrews, Trevor Lee, Andrew Everret & Braxton Sutter.

#### 2017-2019
El 31 de diciembre, DJ Z anunció que su contrato con Impact había expirado y oficialmente deja la compañía.

### WWE

#### NXT (2019-2022)
Fue anunciado el 18 de marzo de 2019, DJZ firmó con la WWE y se espera que se dirija a NXT. Al mes siguiente, se reveló que estaría cambiando su nombre en el ring a Joaquin Wilde. En junio, se anunció que Wilde competirá en un torneo llamado NXT Breakout Tournament, donde hizo su debut en el episodio del 26 de junio de NXT, que perdió ante Angel Garza en la primera ronda del torneo. 
Comenzando 2020, hizo equipo con Raúl Mendoza, fueron derrotados por Grizzled Young Veterans en NXT del 19 de febrero, en el episodio del 1 de abril de NXT, Wilde fue secuestrado por un grupo de hombres enmascarados y arrojado a una camioneta en el estacionamiento, de la misma manera de la que fue secuestrado Mendoza hace semanas (Kayfabe), y casi 2 meses después reapareció en el episodio del 10 de junio cuando formó alianza junto a Raúl Mendoza el primero que fue secuestrado, con El Hijo del Fantasma que en ese momento se presentó como Santos Escobar, para atacar a Drake Maverick cambiando a heel formando como "Legado Del Fantasma".
Wilde debutó en 205 Live del 13 de diciembre derrotando a un competidor local.
Comenzando el 2020 en 205 Live del 31 de enero derrotó a Raúl Mendoza, después del combate ambos se dieron la mano en señal de respeto. Luego el 21 de febrero en 205 Live fue derrotado por Raul Mendoza, y la siguiente semana volvió a ser derrotado por Raúl Mendoza. En el 205 Live emitido el 20 de marzo fue derrotado por Danny Burch y la siguiente semana en 205 Live, fue derrotado por Isaiah "Swerve" Scott.
Comenzando el 2021, en 205 Live emitido el 15 de enero, junto a Raul Mendoza derrotaron a The Bollywood Boyz (Samir Singh & Sunil Singh) en la primera Ronda del Torneo Dusty Rhodes Tag Team Classic, avanzando a la segunda Ronda.

#### Roster Principal (2022-presente)
En el SmackDown WrestleMania Edition, participó en el André the Giant Memorial Battle Royal, sin embargo fue eliminado por Braun Strowman.

## Vida personal
Paris fue a la secundaria en la Oak Glen High School en New Cumberland, Virginia Occidental. Paris se recibió en especialización en periodismo en la Universidad de Virginia Occidental. Es mitad filipino y mitad francés. Su padre conoció a su madre cuando ella era una novia de pedido por correo. París apareció en el documental Slammed: Inside Indie Wrestling.

## Campeonatos y logros
- Absolute Intense Wrestling

- AIW Absolute Championship (1 vez)
- AIW Intense Championship (1 vez)
- AIW Tag Team Championship (1 vez) – con Shawn Blaze
- Battle Bowl (2011)
- Todd Pettengill Invitational (2011)
- Triple Crown Champion

- Championship Wrestling Experience

- CWE Undisputed Championship (1 vez)

- Dramatic Dream Team

- Takechi Six Man Tag Scramble Cup (2006) – con Kudo y Mikami

- Far North Wrestling

- FNW Cruiserweight Championship (2 veces)

- Independent Wrestling Association East Coast

- IWA East Coast Zero-G Crown (2008)

- International Wrestling Cartel

- IWC Super Indy IX Tournament (2010)
- IWC Super Indy Championship (2 veces)
- IWC Tag Team Championship (2 veces) – con Jason Gory
- IWC World Heavyweight Championship (2 veces)

- International Pro Wrestling

- IPW Texas Heavyweight Championship (3 veces)

- New Era Pro Wrestling

- NEPW United States Tag Team Championship (1 vez) – con Jason Gory

- Pro Wrestling Illustrated
  - PWI lo situó en el #71 de los 500 mejores luchadores en el PWI 500 en 2013[50]

- Real Championship Wrestling
  - RCW Cruiserweight Championship (1 vez)

- Total Nonstop Action Wrestling / Impact Wrestling
  - TNA X Division Championship (2 vez)[18]
  - Impact World Tag Team Championship (1 vez) – con Andrew Everett
  - TNA X Division Championship Tournament (2012)[18]
  - Feast or Fired (2013 – X Division Championship)